# Heteropoda gordonensis
Heteropoda gordonensis là một loài nhện trong họ Sparassidae.
Loài này thuộc chi Heteropoda. Heteropoda gordonensis được Hugh Davies miêu tả năm 1994.